# Frederik V.

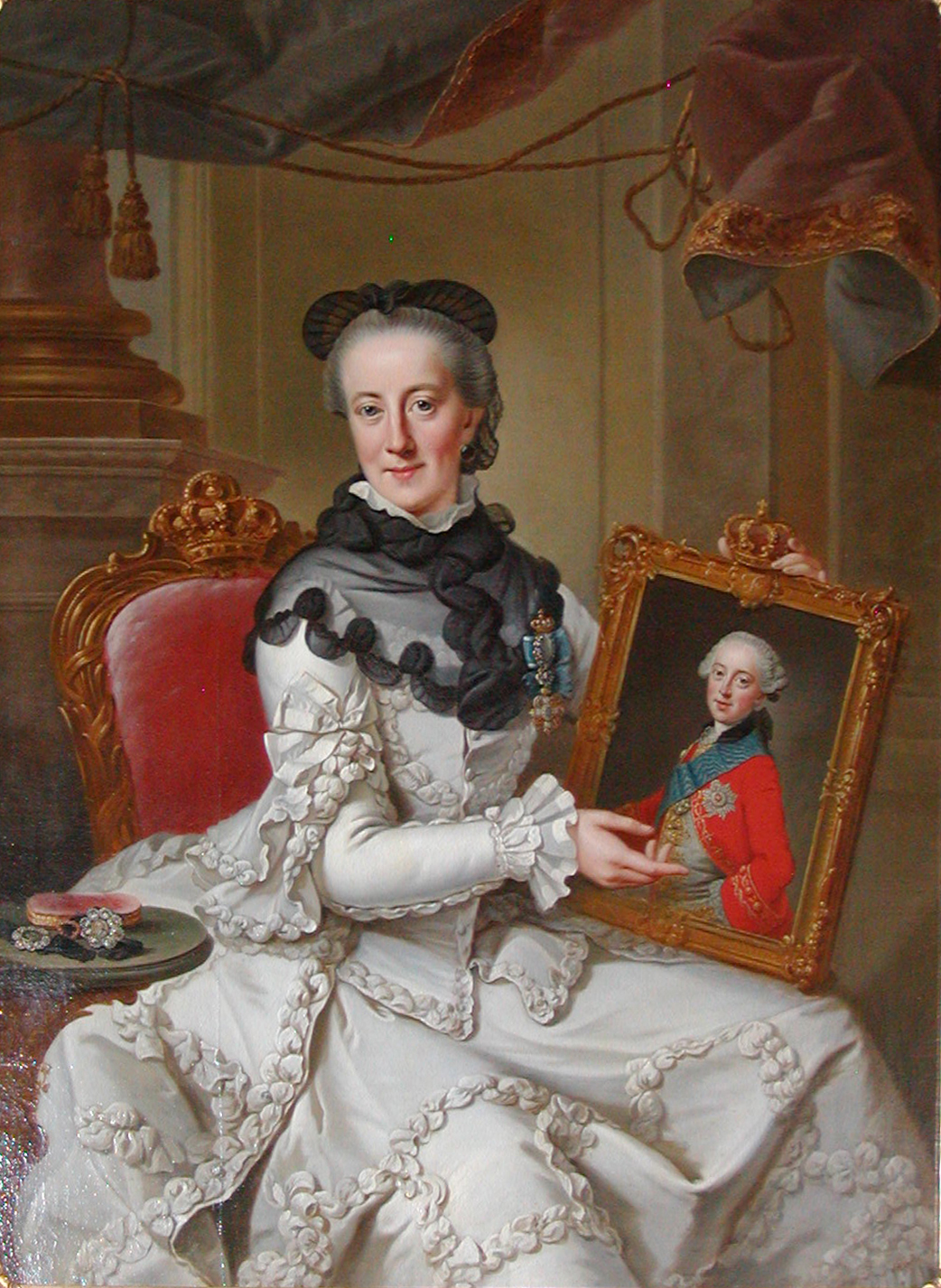
Juliana Marie von Brunswick-Wolfenbüttel (1729–1796), druhá manželka Frederika V.

Frederik V. (31. března 1723, Kodaň – 13. ledna 1766, Kodaň) byl v letech 1746–1766 král Dánska a Norska.

## Životopis
Frederik byl synem krále Kristiána VI. a jeho manželky Žofie Magdaleny Braniborsko-Kulmbašské. Vyrůstal v přísně náboženském domově; přes (či pro) tuto výchovu byl jeho charakter nevázaný až zpustlý (hovoří se o jeho sadismu) – Frederik se obklopoval ženami a navštěvoval kodaňské hospody a nevěstince a jeho hluboce nábožensky založený otec uvažoval o tom, že ho prohlásí nezpůsobilým stát se jeho nástupcem na trůnu.

## Manželství
Dne 10. listopadu 1743 se Frederik oženil v Hannoveru s princeznou Luisou Hannoverskou (1724–1751), dcerou britského krále Jiřího II. a jeho manželky Karoliny z Ansbachu. Oficiální obřad se uskutečnil o měsíc později v Altoně (11. prosince). Z manželství vzešlo šest potomků, z nichž pět se dožilo dospělosti; 
- 1. Kristián (7. 7. 1745 Kodaň – 3. 6. 1747 Frederiksborg)[1]
- 2. Žofie Magdalena (3. 7. 1746 Kodaň – 21. 8. 1813 Solna)[2]
⚭ 1766 Gustav III. Švédský (24. 1. 1746 Stockholm – 29. 3. 1792 tamtéž), král švédský od roku 1771 až do své smrti[3]
- 3. Karolina Vilemína (10. 7. 1747 Christiansborg – 14. 1. 1820 Kassel)[4]
⚭ 1764 Vilém I. Hesenský (3. 6. 1743 Kassel – 27. 2. 1821 tamtéž), lankrabě hesensko-kasselský od roku 1785 až do své smrti a kurfiřt hesenský v letech 1803–1807 a poté od roku 1813 až do své smrti[5]
- 4. Kristián (29. 1. 1749 Kodaň – 13. 3. 1808 Rendsburg), jako Kristián VII.  král dánský a norský od roku 1766 až do své smrti[6]
⚭ 1765 Karolina Matylda Hannoverská (22. 7. 1751 Londýn – 10. 5. 1775 Celle), rodem britská princezna[7]
- 5. Luisa (20. 1. 1750 Kodaň – 12. 1. 1831 Schleswig)[8]
⚭ 1766 Karel Hesensko-Kasselský (19. 12. 1744 Kassel – 17. 8. 1836 Schleswig), polní maršál v dánské armádě, místodržitel Šlesvicka-Holštýnska od roku 1769 až do své smrti[9]

Královna Luisa zemřela 19. prosince roku 1751 a král se již 8. července 1752 oženil podruhé, a to s Julianou Marií von Braunschweig-Wolfenbüttel (1729–1796). S druhou manželkou měl jediného syna:
- Frederik Dánský (11. 10. 1753 Kodaň – 7. 12. 1805 tamtéž), dědičný princ dánský a norský[10]
⚭ 1774 Žofie Frederika Meklenbursko-Zvěřínská (24. 8. 1758 Schwerin – 29. 11. 1794 Kodaň)[11]

Kromě legitimních potomků měl Frederik dalších pět dětí se svojí milenkou Else Hansenovou (1720–1784):
- 1. Friederika Margareta Hansen (1747–1802)[13]
- 2. Friederika Katharina Hansen (1748–1822)[14]
- 3. Anna Maria Hansen (1749–1812)[15]
- 4. Sophia Charlotte Hansen (1750–1779)[16]
- 5. Ulrich Fredrik Hansen (1751–1752)[17]

## Nástup na trůn a vláda
Frederik a Luisa se stali králi Dánska a Norska v roce 1746 po smrti Kristiána VI. Královna Luisa zemřela v roce 1751 a Frederik se již v příštím v roce 1752 znovu oženil, tentokrát s Juliánou Marií von Brunswick-Wolfenbüttel.
Moc Frederika jako krále byla omezená. Byl poznamenán svým alkoholismem, obklopil se však schopnými ministry, kteří byli v pozadí většiny jeho počinů, jako např. Adam Gottlob Moltke, J. H. E. Bernstorff a H. C. Schimmelmann. Ti zabránili zatažení Dánska do válek, běžných v Evropě té doby. Země si udržela neutralitu dokonce i v sedmileté válce (1756–1763) přes blízkost bojujících stran Švédska a Ruska. Přes svůj alkoholismus a svůj rozmařilý charakter se král těšil svých poddaných velké oblibě. Umění i věda měly příznivé podmínky, Frederik se zabýval jejich reformováním podle hesel osvícenství; založil Frederikovu nemocnici (Frederiks Hospital) a Královskou dánskou akademii umění (Det Kongelige Danske Kunstakademi – její oficiální otevření se konalo 31. března 1754, v den Frederikových 31. narozenin) v Kodani, rozvíjelo se divadlo, v době Kristiána VI. značně omezované, vzniklo Královské vzdělávací středisko (škola řemesel). Na památku třísetletého výročí nástupu rodu Oldenburků na dánský a norský trůn vyrostla v Kodani čtvrť Frederikstaden v centru s palácem Amalienborg; uprostřed nádvoří paláce byla v roce 1771 umístěna Frederikova jezdecká socha.
Obchod zažíval dobu rozvoje a expanze, vzniká průmysl. První industriální aktivitou velkého významu v Dánsku byly výroba střelného prachu a odlévání děl ve Frederiksværk. Avšak požadavek zemědělských reforem nebyl Moltkem vyslyšen a zemědělci tak na ekonomickém rozvoji nebyli účastni.
Proces zavádění osvícenských idejí pokračoval dál i po předčasné Frederikově smrti.

## Smrt
Král zemřel předčasně necelé tři měsíce před svými 43. narozeninami po dvaceti letech vlády. Jeho poslední slova byla: „je pro mne velkou útěchou v mých posledních okamžicích, že jsem nikdy záměrně nikomu neublížil a že neulpěla jediná krůpěj krve na mých rukou.“
Frederik V. je pochován v katedrále v Roskilde, v místě posledního odpočinku dánských králů.